# Alexander Waske
Alexander Waske (Frankfurt, 31 de março de 1975) é um ex-tenista profissional alemão.